# Prix Strega
Ne doit pas être confondu avec Prix Stresa.

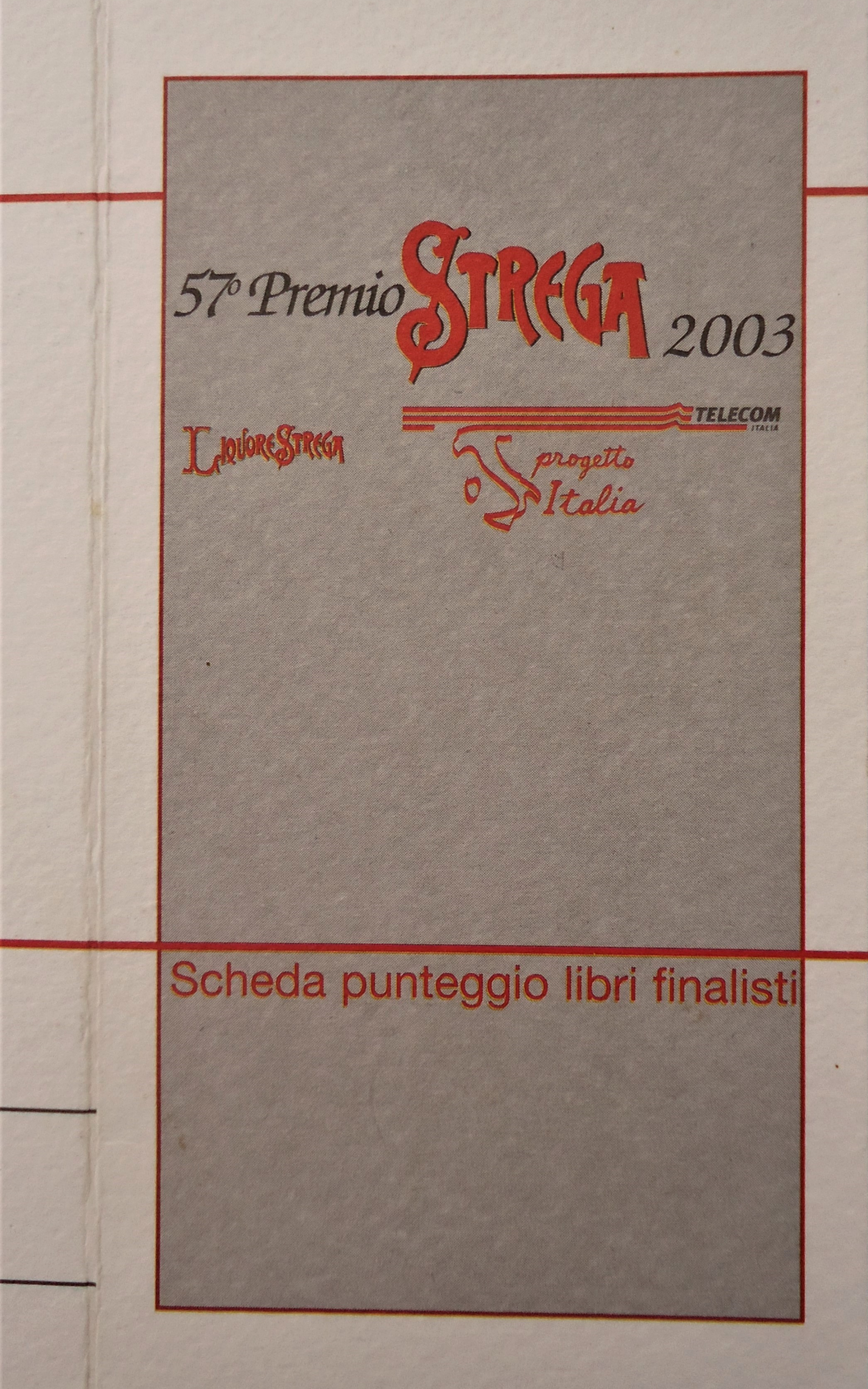
Prix Srega, 2003.

Le prix Strega (Premio Strega) est un prix littéraire italien fondé en 1947. Il est attribué annuellement à un livre paru en Italie entre le 1er avril de l'année précédente et le 31 mars de l'année en cours, il s'agit d'un des plus prestigieux prix littéraires d'Italie.

## Historique
Le prix a été créé à Rome en 1947 par le couple Maria et Goffredo Bellonci et Guido Alberti, un industriel, propriétaire du fabricant de la Liquore Strega — un amer italien fabriqué depuis 1860 par l'entreprise Strega Alberti à Bénévent en Campanie — qui donne son nom au prix. Strega — mot qui signifie littéralement sorcière — est lié aux histoires sur la sorcellerie à Bénévent qui remontent à l'époque de l'Antiquité classique.
Les Amis du dimanche (surnom du jury) se réunissaient chez les Bellonci pour attribuer le prix. Le premier prix fut attribué le 16 février 1947 (avec quatorze œuvres admises à concourir) à Ennio Flaiano, pour Tempo di uccidere (it).
Dans l’immédiat après-guerre, le prix devient une force motrice pour le monde de la culture italienne, épuisé par plus de vingt ans de dictature fasciste et le récent conflit mondial.
Il est depuis 1986 organisé par la fondation Bellonci. Soixante-dix ans après la création du prix, on compte onze femmes qui l'ont remporté : la première fut, en 1957, Elsa Morante, suivie par la suite de Natalia Ginzburg, Anna Maria Ortese, Lalla Romano, Fausta Cialente, Maria Bellonci, Maria Teresa Di Lascia, Dacia Maraini, Margaret Mazzantini, Melania Mazzucco et en 2018 Helena Janeczek.
Des écrivains ont remporté deux fois le prix Strega : Paolo Volponi (en 1965, avec La macchina mondiale (it), publié par Garzanti et en 1991, avec La strada per Roma, publié par Einaudi) et Sandro Veronesi (en 2006, avec Caos calmo publié par Bompiani et en 2020, avec Il colibri publié par La nave di Teseo).

## Liste des lauréats du prix Strega

### Années 1947-1999
1. 1947 : Ennio Flaiano pour Tempo di uccidere (it) (Longanesi)
2. 1948 : Vincenzo Cardarelli, Villa Tarantola (Meridiana)
3. 1949 : Giovanni Battista Angioletti, La memoria (Bompiani)
4. 1950 : Cesare Pavese, La bella estate (Einaudi), traduit en français sous le titre Le Bel Été
5. 1951 : Corrado Alvaro, Quasi una vita (Bompiani)
6. 1952 : Alberto Moravia, I racconti (Bompiani)
7. 1953 : Massimo Bontempelli, L'amante fedele (Mondadori)
8. 1954 : Mario Soldati, Lettere da Capri (Garzanti), traduit en français sous le titre Les Lettres de Capri
9. 1955 : Giovanni Comisso, Un gatto attraversa la strada (Mondadori)
10. 1956 : Giorgio Bassani, Cinque storie ferraresi (Einaudi)
11. 1957 : Elsa Morante, L'isola di Arturo (Garzanti), traduit en français sous le titre L'Île d'Arturo
12. 1958 : Dino Buzzati, Sessanta racconti (Mondadori)
13. 1959 : Giuseppe Tomasi di Lampedusa, Il Gattopardo (Feltrinelli), traduit en français sous le titre Le Guépard
14. 1960 : Carlo Cassola, La ragazza di Bube (Einaudi), traduit sous le titre La Ragazza
15. 1961 : Raffaele La Capria, Ferito a morte (Bompiani)
16. 1962 : Mario Tobino, Il clandestino (Mondadori)
17. 1963 : Natalia Ginzburg, Lessico famigliare (Einaudi)
18. 1964 : Giovanni Arpino, L'ombra delle colline (Mondadori)
19. 1965 : Paolo Volponi, La macchina mondiale (it) (Garzanti)
20. 1966 : Michele Prisco, Una spirale di nebbia (Rizzoli)
21. 1967 : Anna Maria Ortese, Poveri e semplici (Vallecchi)
22. 1968 : Alberto Bevilacqua, L'occhio del gatto (Rizzoli)
23. 1969 : Lalla Romano, Le parole tra noi leggere (Einaudi)
24. 1970 : Guido Piovene, Le stelle fredde (Mondadori)
25. 1971 : Raffaele Brignetti, La spiaggia d'oro (Rizzoli)
26. 1972 : Giuseppe Dessì, Paese d'ombre (Mondadori)
27. 1973 : Manlio Cancogni, Allegri, gioventù (Rizzoli)
28. 1974 : Guglielmo Petroni, La morte del fiume (Mondadori)
29. 1975 : Tommaso Landolfi, A caso (Rizzoli)
30. 1976 : Fausta Cialente, Le quattro ragazze Wieselberger (Mondadori)
31. 1977 : Fulvio Tomizza, La miglior vita (Rizzoli), traduit sous le titre La Vie meilleure
32. 1978 : Ferdinando Camon, Un altare per la madre (Garzanti)
33. 1979 : Primo Levi, La chiave a stella (Einaudi)
34. 1980 : Vittorio Gorresio, La vita ingenua (Rizzoli)
35. 1981 : Umberto Eco, Il nome della rosa (Bompiani), traduit sous le titre Le Nom de la rose
36. 1982 : Goffredo Parise, Sillabario n. 2 (Mondadori)
37. 1983 : Mario Pomilio, Il Natale del 1833 (Rusconi)
38. 1984 : Pietro Citati, Tolstoj (Longanesi)
39. 1985 : Carlo Sgorlon, L'armata dei fiumi perduti (Mondadori), traduit sous le titre L'Armée des fleuves perdus
40. 1986 : Maria Bellonci, Rinascimento privato (Mondadori)
41. 1987 : Stanislao Nievo, Le isole del paradiso (Mondadori)
42. 1988 : Gesualdo Bufalino, Le menzogne della notte (Bompiani)
43. 1989 : Giuseppe Pontiggia, La grande sera (Mondadori)
44. 1990 : Sebastiano Vassalli, La chimera (Einaudi)
45. 1991 : Paolo Volponi, La strada per Roma (Einaudi)
46. 1992 : Vincenzo Consolo, Nottetempo, casa per casa (Mondadori)
47. 1993 : Domenico Rea, Ninfa plebea (Leonardo)
48. 1994 : Giorgio Montefoschi, La casa del padre (Bompiani)
49. 1995 : Maria Teresa Di Lascia, Passaggio in ombra (Feltrinelli)
50. 1996 : Alessandro Barbero, Bella vita e guerre altrui di Mr Pyle, gentiluomo (Mondadori)
51. 1997 : Claudio Magris, Microcosmi (Garzanti), traduit sous le titre Microcosmes
52. 1998 : Enzo Siciliano, I bei momenti (Mondadori)
53. 1999 : Dacia Maraini, Buio (Rizzoli)

### Années 2000-2019
1. 2000 : Ernesto Ferrero, N. (Einaudi)
2. 2001 : Domenico Starnone, Via Gemito (Feltrinelli)
3. 2002 : Margaret Mazzantini, Non ti muovere (Mondadori)
4. 2003 : Melania Mazzucco, Vita (Rizzoli)
5. 2004 : Ugo Riccarelli, Il dolore perfetto (Mondadori)
6. 2005 : Maurizio Maggiani, Il viaggiatore notturno (Feltrinelli)
7. 2006 : Sandro Veronesi, Caos calmo (Bompiani) — la Constitution de l'Italie obtient également un prix spécial Strega
8. 2007 : Niccolò Ammaniti, Come Dio comanda (Mondadori), traduit sous le titre Comme Dieu le veut
9. 2008 : Paolo Giordano, La solitudine dei numeri primi (La Solitude des nombres premiers) (Mondadori)
10. 2009 : Tiziano Scarpa, Stabat Mater (Einaudi)
11. 2010 : Antonio Pennacchi, Canale Mussolini (Mondadori)
12. 2011 : Edoardo Nesi, Storia della mia gente (Bompiani)
13. 2012 : Alessandro Piperno, Inseparabili (Mondadori)
14. 2013 : Walter Siti, Resistere non serve a niente (Rizzoli)
15. 2014 : Francesco Piccolo, Il desiderio di essere come tutti (Einaudi)
16. 2015 : Nicola Lagioia, La ferocia (Einaudi)
17. 2016 : Edoardo Albinati, La scuola cattolica (Rizzoli)
18. 2017 : Paolo Cognetti, Le otto montagne (Les Huit Montagnes) (Einaudi)
19. 2018 : Helena Janeczek, La ragazza con la Leica (Guanda)
20. 2019 : Antonio Scurati, M. Il figlio del secolo (Bompiani)

### Depuis 2020
1. 2020 : Sandro Veronesi, Il colibri (La nave di Teseo)
2. 2021 : Emanuele Trevi, Due vite (Neri Pozza)
3. 2022 : Mario Desiati, Spatriati (Einaudi)
4. 2023 : Ada D'Adamo (it), Come d'aria (Elliot)
5. 2024 : Donatella Di Pietrantonio, L'età fragile (Einaudi)
6. 2025 : Andrea Bajani, L'anniversario (Feltrinelli)

## Éditeurs lauréats
| Maison d'édition | Nombre de prix | Année de la dernière obtention |
| ---------------- | -------------- | ------------------------------ |
| Mondadori        | 23             | 2012                           |
| Einaudi          | 15             | 2022                           |
| Rizzoli          | 11             | 2016                           |
| Bompiani         | 10             | 2019                           |
| Feltrinelli      | 4              | 2005                           |
| Garzanti         | 4              | 1997                           |
| Longanesi        | 2              | 1984                           |
| Leonardo         | 1              | 1993                           |
| Meridiana        | 1              | 1948                           |
| Rusconi          | 1              | 1983                           |
| Vallecchi        | 1              | 1967                           |
| Guanda           | 1              | 2018                           |
| Elliot (en)      | 1              | 2023                           |

## Liste des lauréats du prix Strega européen
Créé en 2014, lors de la présidence italienne du Conseil de l'Union européenne, le prix Strega européen (Premio Strega Europeo) récompense des livres d'écrivains européens, traduits en italien. Il est doté d’un montant de 3 000 € pour l’auteur et 1 500 € pour son traducteur ou sa traductrice.
1. 2014 : Marcos Giralt Torrente (es)  Espagne pour Il tempo della vita (Elliot), traduit par Pierpaolo Marchetti
2. 2015 : Katja Petrowskaja  Allemagne pour Forse Esther (Adelphi), traduit par Ada Vigliani
3. 2016 : Annie Ernaux  France pour Gli anni (L'Orma), traduit par Lorenzo Flabbi
4. 2017 : Jenny Erpenbeck  Allemagne pour Voci del verbo andare (Sellerio), traduit par Ada Vigliani
5. 2018 : Fernando Aramburu  Espagne pour Patria (Guanda), traduit par Bruno Arpaia
6. 2019 : David Diop  France pour Fratelli d'anima (Neri Pozza), traduit par Giovanni Bogliolo
7. 2020 : Judith Schalansky  Allemagne : Inventario di alcune cose perdute (Nottetempo), traduit par Flavia Pantanella
8. 2021 : Guéorgui Gospodínov  Bulgarie : Cronorifugio (Voland), traduit par Giuseppe Dell'Agata
9. 2022 : Amélie Nothomb  Belgique : Primo sangue (Voland), traduit par Federica Di Lella; ex aequo Mikhaïl Chichkine  Russie: Punto di fuga (21lettere), traduit par Emanuela Bonacorsi
10. 2023 : Emmanuel Carrère  France : V13 (Adelphi), traduit par Francesco Bergamasco
11. 2024 : Neige Sinno  France : Triste tigre (Neri Pozza Editore (it)), traduit par Luciana Cisbani
12. 2025 : Paul Murray (en)  Irlande : Il giorno dell'ape (en), Einaudi, traduit par Tommaso Pincio